# Сырнево (посёлок, Московская область)
Сырнево — посёлок сельского типа в Сергиево-Посадском районе Московской области, в составе муниципального образования сельского поселения Шеметовское (до 29 ноября 2006 года входил в состав Марьинского сельского округа).

## Население
| 2002 | 2006 | 2010 |
| ---- | ---- | ---- |
| 35   | ↗38  | ↗52  |

## География
Сырнево расположено примерно в 27 км (по шоссе) на северо-запад от Сергиева Посада, у впадения в Велю её левого притока Пульмеши, высота центра посёлка над уровнем моря — 151 м. Посёлок, фактически, состоит из одного трёхэтажного многоквартирного дома.